# Bella Italia (Montevideo)
Bella Italia es un barrio de Montevideo, ubicado en las cercanías de Jardines del Hipódromo y Punta de Rieles.

## Historia

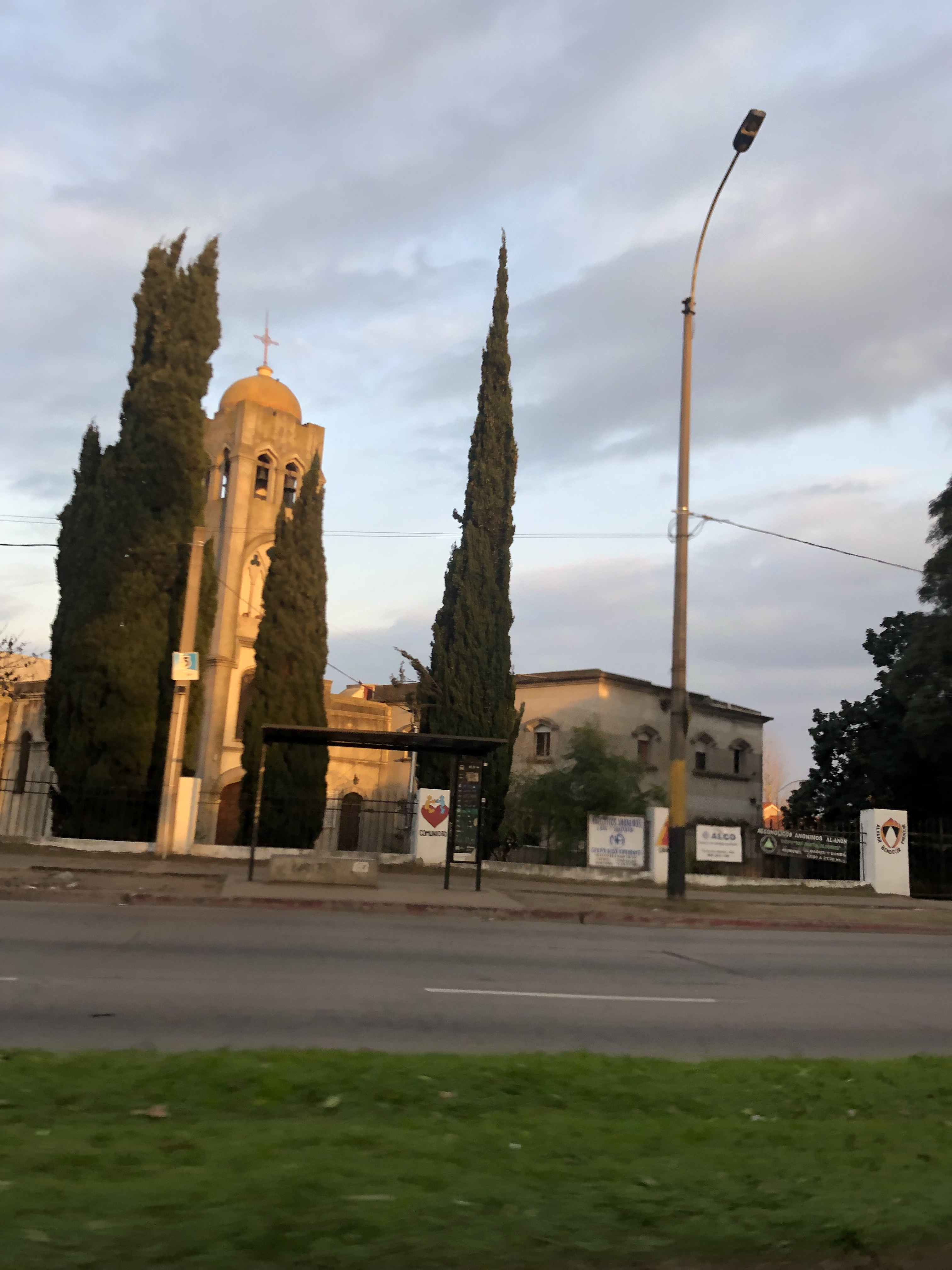
Parroquia de la Santísima Trinidad y la Sagrada Familia construida en 1919.

En la historia de Bella Italia, al igual que en otros barrios de la capital, tuvo mucho que ver el empresario Francisco Piria, quien adquirió parte de estas tierras y dio inicio al proceso de urbanización de una zona por aquel tiempo rodeada de enormes quintas y chacras.  Una de estas innumerables quintas era la propiedad del empresario, a nada más que unas cuadras, en el barrio de Jardines del Hipódromo donde se encontraba un suntuoso y enorme palacio de su propiedad. 
Gran parte de los lotes puestos en venta por Pira, fueron adquiridos en su mayoría por familia de inmigrantes italianos.  En aquel tiempo, el único servicio de transporte era el tranvía hacia Punta de Rieles.  
Otra de las quintas ubicadas en la zona era la de la familia Langdon Suárez, quienes en los años diez ordenaron la construcción de una parroquia familiar. Dicha familia tendría mucho que ver con la llegada de un grupo de religiosos de la Orden de Predicadores desde Santa Fe, quienes se establecerían en la parroquia familiar, la hoy parroquia de la Santísima Trinidad. En el año 1941 el grupo de religiosos decide trasladar su congregación hacia el barrio de Tres Cruces, es en dicho año, donde se instala el Colegio Beata Imelda para señoritas a cargo de las Dominicas de la Anunciata. En 1949  los Frailes Domínicos deciden crear el Colegio Santo Tomas de Aquino, para varones.
Ambas instituciones convivirían hasta los años noventa, cuando el Colegio Santo Tomás de Aquino es trasladado al barrio Flor de Maroñas. En su antiguo edificio se instalaría el liceo 45, y posteriormente el liceo 58. Parte de la quinta de la familia se conserva en el complejo ocupado por a Escuela Nacional de Policía. Con el paso del tiempo algunas de estas edificaciones, a excepción del colegio Beata Imelda, dejaron de pertenecer a Bella Italia, aunque coloquial y emocionalmente siguen siendo parte del mismo. 
La denominación del barrio fue otorgada por su impulsor, Francisco Piria, quien solía utilizar nombres de países en los barrios fundados por el, como por ejemplo el barrio  Nuevo París. A su vez la mayoría de sus calles están nombradas en referencia a ciudades y personalidades italianas.

## Sitios de interés

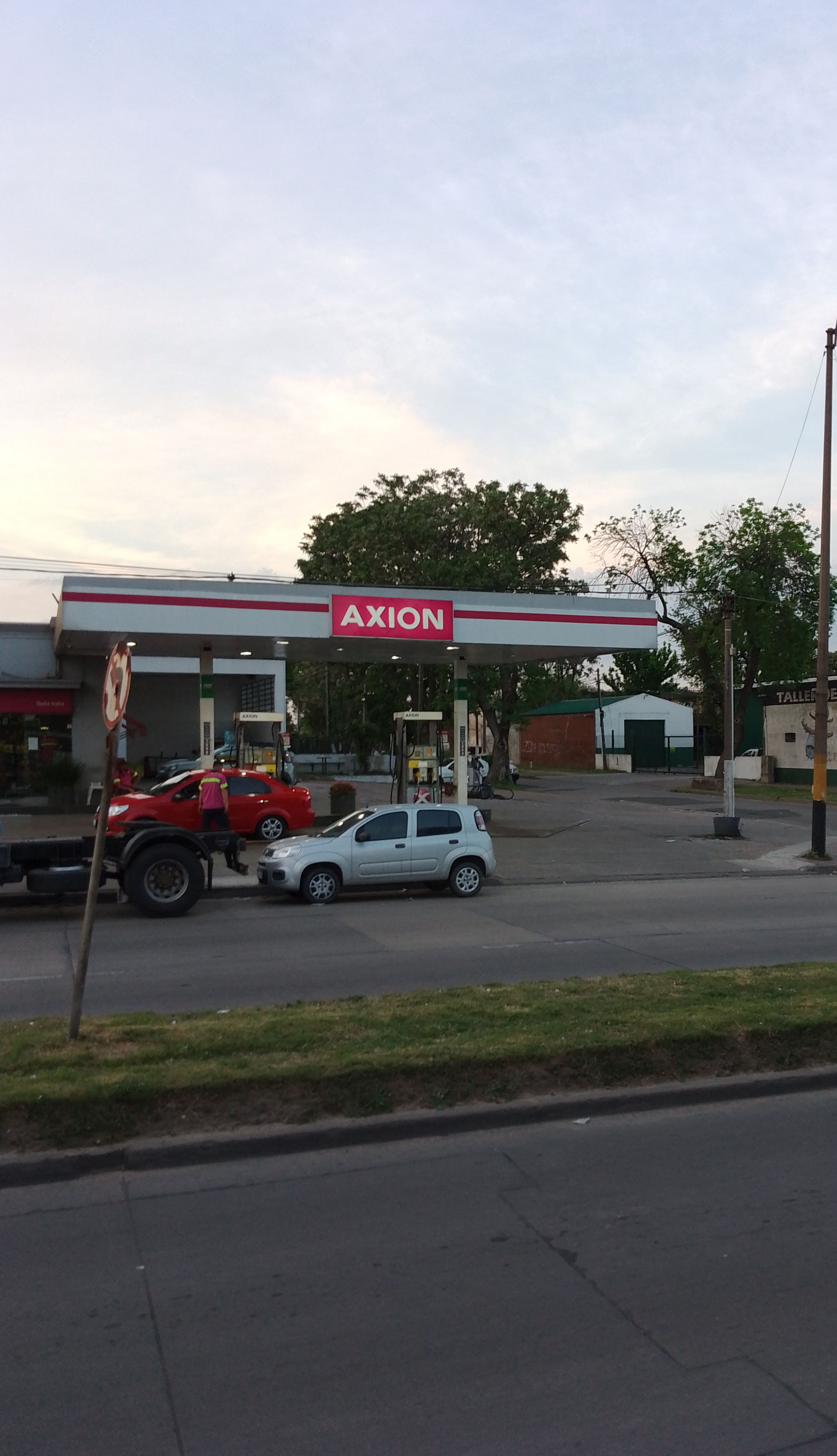
Estación de servicio en la intersección de Camino Maldonado y Turin

Las vías principales de la zona lo son el Camino Maldonado y Bulevar Aparicio Saravía. En esta zona se encuentran numerosas instituciones educativas, el ya mencionado Colegio Beata Imelda y la Escuela N.° 144 además de un centro cultural, ubicado en el antiguo Mercado municipal y el complejo Juana de América. En materia de espacios públicos cuenta con la histórica Plaza Guayabo y el Parque Alba Roballo.

## Transporte

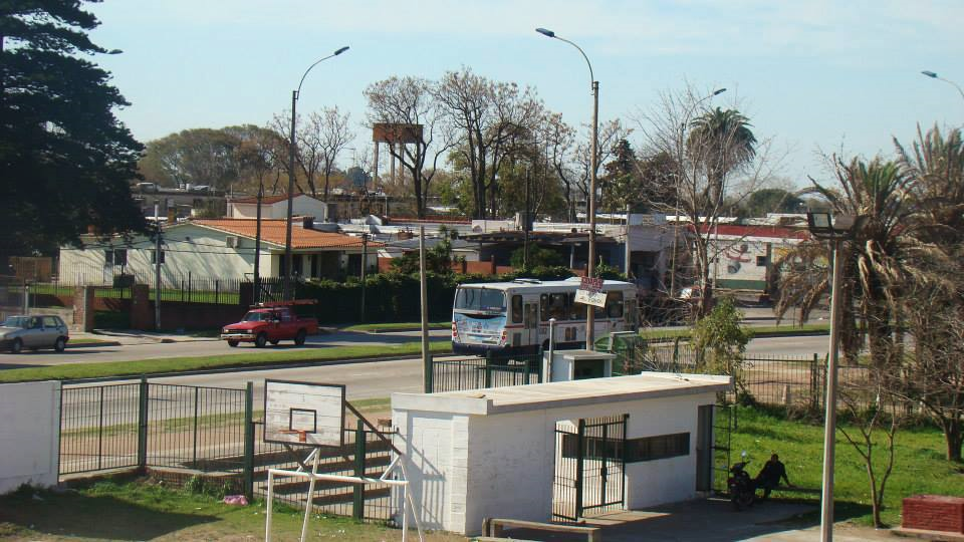
Vista de Camino Maldonado desde el Liceo 45.

Por la zona y principalmente por Camino Maldonado circulan numerosas líneas de transporte urbanas y suburbanas. Dentro del  barrio circulan las líneas 100, L36, L46 y 404 que atraviesan las calles Abipones, Florencia, Cicerón y Aparicio Saravia. 
De estas líneas, la única que tiene su destino   en el barrio, específicamente en el Complejo Juana de América, es la línea 404.